# Râul Minnesota
Râul Minnesota (în engleză Minnesota River) este un afluent al fluviului Mississippi, în statul Minnesota din SUA, având o lungime de 534 km și un bazin cu suprafața de cca. 44,000 km².

## Descriere
Râul izvorăște în sud-vestul statului Minnesota, din lacul Big Stone. Până la Mankato el curge spre sud-est, apoi se întoarce spre nord-est. El se varsă în Mississippi la sud de orașele Minneapolis și Saint Paul.
Numele său provine din limba lakota, mini însemnând "apă" iar sota fiind tradus alternativ ca "alb-fumuriu" sau "de culoarea cerului înnorat" . Teritoriul Minnesota și ulterior statul au fost numite după acest râu.

## Afluenți
| Ordinea de vărsare | Numele            | Locul de vărsare                                     |
| ------------------ | ----------------- | ---------------------------------------------------- |
| 11                 | Blue Earth        | Mankato, Minnesota                                   |
| 6                  | Chippewa          | Montevideo, Minnesota                                |
| 9                  | Cottonwood        | la sud-est de New Ulm, Minnesota                     |
| 13                 | Credit            | la sud-est de Minnesota - Saint Paul                 |
| 5                  | Lac qui Parle     | la 15 km nord-vest de Montevideo                     |
| 10                 | Little Cottonwood | Cambria, Minnesota, 11 km sud-est de New Ulm         |
| 1                  | Little Minnesota  | lacul Big Stone la Browns Valley, Minnesota          |
| 4                  | Pomme de Terre    | lacul Marsh, la 6 km sud-vest de Appleton, Minnesota |
| 8                  | Redwood           | lângă Redwood Falls, Minnesota                       |
| 12                 | Rush              | la km nord de Le Sueur, Minnesota                    |
| 2                  | Whetstone         | Ortonville, Minnesota                                |
| 3                  | Yellow Bank       | la 5 km sud-est de Odessa, Minnesota                 |
| 7                  | Yellow Medicine   | Sioux Agency Township, Minnesota                     |

## Orașe traversate

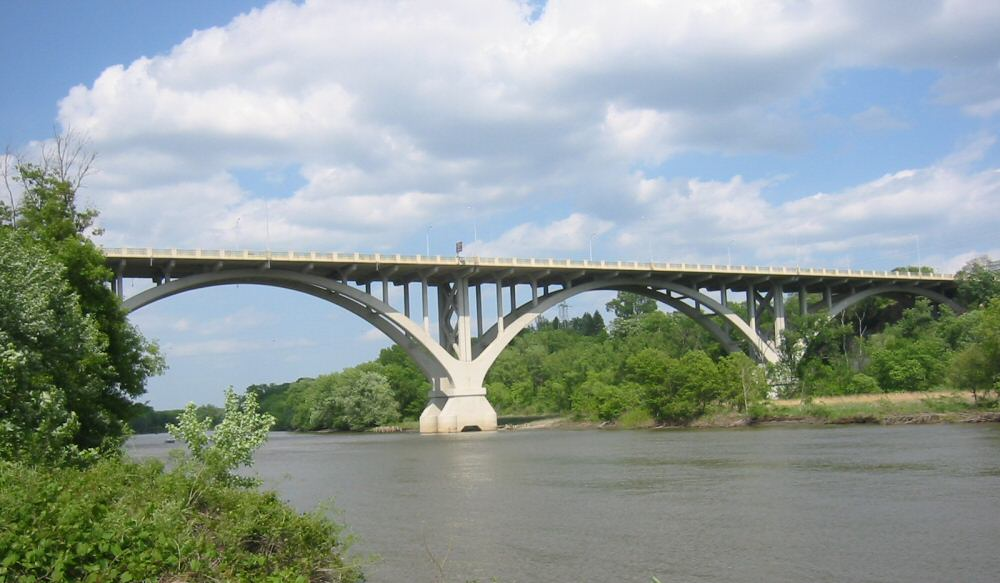
Podul Mendota ce traversează râul Minnesota chiar înainte de vărsarea sa

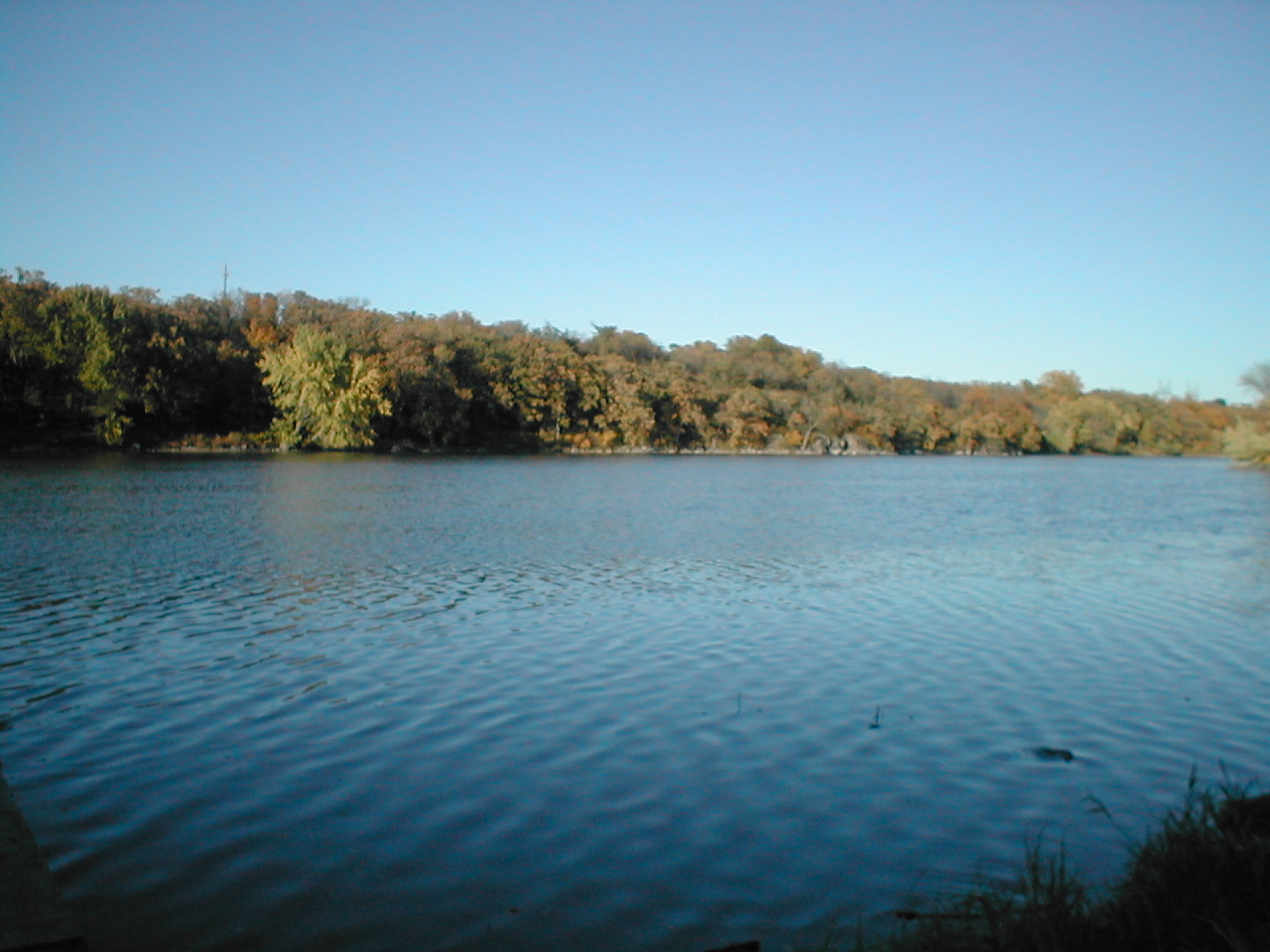
Vedere a râului Minnesota la sud-est de Granite Falls, Minnesota

- Belle Plaine
- Bloomington
- Burnsville
- Carver
- Chanhassen
- Chaska
- Courtland
- Eagan
- Eden Prairie
- Granite Falls
- Henderson
- Kasota
- Le Sueur
- Mankato
- Mendota
- Montevideo
- Morton
- New Ulm
- North Mankato
- Odessa
- Ortonville
- St. Peter
- Savage
- Shakopee